# Challis
Challis és una població dels Estats Units a l'estat d'Idaho. Segons el cens del 2000 tenia 909 habitants.

## Demografia
Segons el cens del 2000, Challis tenia 909 habitants, 410 habitatges, i 248 famílies. La densitat de població era de 197,2 habitants per km².
Dels 410 habitatges en un 29% hi vivien nens de menys de 18 anys, en un 52,4% hi vivien parelles casades, en un 5,1% dones solteres, i en un 39,3% no eren unitats familiars. En el 35,6% dels habitatges hi vivien persones soles el 17,6% de les quals corresponia a persones de 65 anys o més que vivien soles. El nombre mitjà de persones vivint en cada habitatge era de 2,21 i el nombre mitjà de persones que vivien en cada família era de 2,9.
Per edats la població es repartia de la següent manera: un 25% tenia menys de 18 anys, un 4,7% entre 18 i 24, un 26% entre 25 i 44, un 24,9% de 45 a 60 i un 19,5% 65 anys o més.
L'edat mediana era de 42 anys. Per cada 100 dones de 18 o més anys hi havia 94,3 homes.
La renda mediana per habitatge era de 29.904 $ i la renda mediana per família de 39.444 $. Els homes tenien una renda mediana de 38.250 $ mentre que les dones 21.964 $. La renda per capita de la població era de 15.803 $. Aproximadament el 8,5% de les famílies i el 12,7% de la població estaven per davall del llindar de pobresa.

## Poblacions més properes
El següent diagrama mostra les poblacions més properes.